# 拉沙佩勒 (阿列省)
拉沙佩勒（法語：La Chapelle，法語發音：[la ʃapɛl] ⓘ）是法国阿列省的一个市镇，位于该省东南部，属于维希区。

## 地理
拉沙佩勒（46°5'29"N, 3°34'19"E）面积21.1 平方千米，位于法国奥弗涅-罗讷-阿尔卑斯大区阿列省，该省份为法国中部省份，北起涅夫勒省、西北接谢尔省，西南至克勒兹省，南至多姆山省，东南临卢瓦尔省，东临索恩-卢瓦尔省。
与拉沙佩勒接壤的市镇（或旧市镇、城区）包括：阿罗讷、勒马耶德蒙塔涅、莫勒、尼兹罗勒。
拉沙佩勒的时区为UTC+01:00、UTC+02:00（夏令时）。

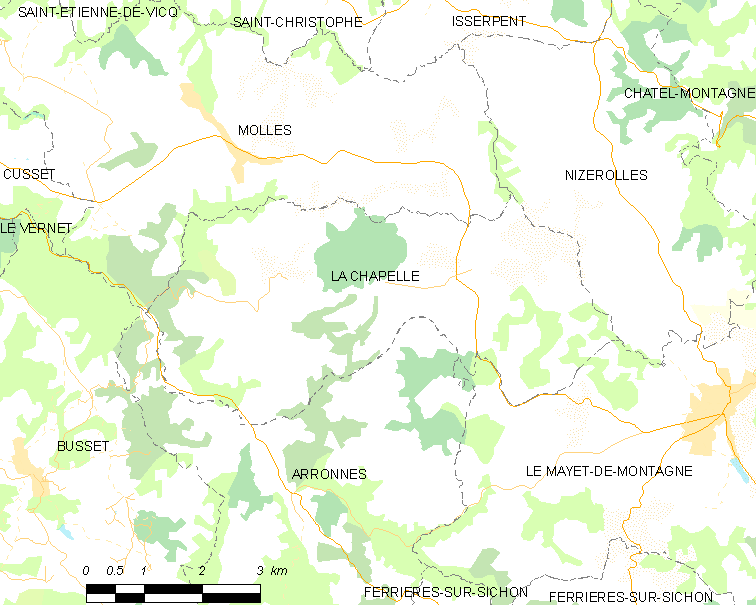
拉沙佩勒的OSM定位图

## 行政
拉沙佩勒的邮政编码为03300，INSEE市镇编码为03056。

## 政治
拉沙佩勒所属的省级选区为拉帕利斯县。

## 人口

1962-2008年间拉沙佩勒人口变化图示

拉沙佩勒于2022年1月1日时的人口数量为396人。